# حويض (المهرة)

تعديل مصدري - تعديل

حويض هي إحدى قرى مديرية حات التابعة لمحافظة المهرة، بلغ تعداد سكانها 27 نسمة حسب تعداد اليمن لعام 2004.